# Charles Haberkorn
Charles Haberkorn (Baden-Württemberg, Alemanya, 16 de novembre de 1880 - Saint Louis, novembre de 1966) va ser un esportista estatunidenc, d'origen alemany, que va competir a cavall del segle xix i el segle xx. El 1904 va prendre part en els Jocs Olímpics de Saint Louis en la prova del joc d'estirar la corda, en què guanyà la medalla d'or formant part de l'equip Southwest Turnverein of St. Louis No. 2, junt a Oscar Friede, Harry Jacobs, Frank Kugler i Charles Thias. També disputà la prova de pes lleuger del programa de lluita, en què quedà eliminat en quarts de final per Albert Zirkel, futur medallista de bronze.